# Becherbach (Pfalz)
Becherbach (Pfalz) é um município da Alemanha localizado no distrito (Kreis ou Landkreis) de Bad Kreuznach, na associação municipal de Verbandsgemeinde Meisenheim, no estado da Renânia-Palatinado.
A cidade tinha uma população de 915 habitantes em 2010.